# 大方頭魚
大方頭魚，又稱大馬頭魚，為輻鰭魚綱刺尾鯛目弱棘魚科方頭魚屬的其中一種，分布於中西太平洋菲律賓呂宋島北部海域，體長可達27公分，為底棲性魚類，屬肉食性，生活習性不明。

## 擴展閱讀
維基物種上的相關：大方頭魚